# Davlat Bobonov
Davlat Bobonov (7 de junio de 1997) es un deportista uzbeco que compite en judo.
Participó en dos Juegos Olímpicos de Verano, obteniendo una medalla de bronce en Tokio 2020 (–90 kg) y el séptimo lugar en París 2024 (equipo mixto). En los Juegos Asiáticos de 2022 consiguió una medalla de plata en la categoría de –90 kg.
Ganó dos medallas en el Campeonato Mundial de Judo, en los años 2021 y 2022, y una medalla de oro en el Campeonato Asiático de Judo de 2021.

## Palmarés internacional
| Juegos Olímpicos    | Juegos Olímpicos     | Juegos Olímpicos  | Juegos Olímpicos |
| Año                 | Lugar                | Medalla           | Categoría        |
| ------------------- | -------------------- | ----------------- | ---------------- |
| 2020                | Tokio (Japón)        | Medalla de bronce | –90 kg           |
| Campeonato Mundial  |                      |                   |                  |
| Año                 | Lugar                | Medalla           | Categoría        |
| 2021                | Budapest (Hungría)   | Medalla de plata  | –90 kg           |
| 2022                | Taskent (Uzbekistán) | Medalla de oro    | –90 kg           |
| Juegos Asiáticos    |                      |                   |                  |
| Año                 | Lugar                | Medalla           | Categoría        |
| 2022                | Hangzhou (China)     | Medalla de plata  | –90 kg           |
| Campeonato Asiático |                      |                   |                  |
| Año                 | Lugar                | Medalla           | Categoría        |
| 2021                | Biskek (Kirguistán)  | Medalla de oro    | –90 kg           |